# Machel Cedenio
Machel Cedenio (Point Fortin, 6 september 1995) is een sprinter uit Trinidad en Tobago. Hij nam tweemaal deel aan de Olympische Spelen en behaalde hierbij geen medailles.

## Biografie
Samen met Asa Guevara, Jereem Richards en Brandon Benjamin behaalde Cedenio in 2012 de bronzen medaille op de 4 × 400 m estafette op de wereldkampioenschappen voor junioren. Cedenio werd in 2014 wereldkampioen bij de junioren (U20). In de finale was hij sneller dan Nobuya Katō en Abbas Abubakar Abbas. Op de eerste IAAF World Relays (2014) eindigde Cedenio samen met Lalonde Gordon, Renny Quow en Jarrin Solomon op de derde plaats. 
In 2015 was Cedenio goed voor zilver op 400 m tijdens de Pan-Amerikaanse Spelen. Samen met Renny Quow, Jarrin Solomon en Emanuel Mayers was hij ook de snelste op de 4 × 400 m. Later dat jaar nam Cedenio deel aan de wereldkampioenschappen in Peking. Op de 400 m eindigde Cedenio als jongste deelnemer op de zevende plaats. Op de 4 × 400 m nam hij deel met zijn teamgenoten Renny Quow, Deon Lendore en Lalonde Gordon. Ze verbeterden het nationale record tot 2.58,20, waarmee ze de zilveren medaille wonnen. De wedstrijd werd gewonnen door de Amerikaanse estafetteploeg, die in 2.57,82 over de finish kwam.
Op de Olympische Spelen van 2016 in Rio de Janeiro nam hij deel aan zowel de 400 m als de 4 × 400 m. Op de 400 m kon Cedenio zich kwalificeren voor de finale. In deze finale liep hij met 44,01 seconden een nationaal record, waarmee hij op de vierde plaats eindigde. In de reeksen van de 4 × 400 m werd het viertal uit Trinidad en Tobago gediskwalificeerd.
In 2017 nam Cedenio deel aan de WK in Londen op de 4 × 400 m. Met zijn teamgenoten Jarrin Solomon, Jereem Richards en Lalonde Gordon finishten ze in 2.58,12. Deze tijd was voldoende voor de wereldtitel en een verbetering van het nationale record.
In 2021 nam Cedenio deel aan de uitgestelde Olympische Spelen van 2020 in Tokio. Op de 400 m eindigde hij in de tweede halve finale op de zesde plaats, waarmee hij zich niet kon plaatsen voor de finale. Vervolgens liep hij als slotloper van de estafetteploeg in de finale van de 4 × 400 m met Deon Lendore, Jereem Richards en Dwight St. Hillaire naar de achtste en laatste plaats.

## Titels
- Wereldkampioen 4 × 400 m - 2017
- World Relays kampioen 4 × 400 m - 2019
- Gemenebestkampioen 4 × 400 m - 2022
- Winnaar Pan-Amerikaanse Spelen 4 × 400 m - 2015
- CAC-kampioen 4 × 400 m - 2013
- Nationaal kampioen Trinidad en Tobago 400 m - 2016, 2017, 2019
- Wereldkampioen U20 400 m - 2014
- CAC-kampioen U20 400 m - 2014
- CAC-kampioen U18 400 m - 2012
- CAC-kampioen U18 4 × 400 m - 2012

## Persoonlijke records

### Outdoor
| Afstand          | Prestatie    | Datum            | Plaats         |
| ---------------- | ------------ | ---------------- | -------------- |
| 200 m (+1,7 m/s) | 20,84 s      | 4 april 2021     | Clermont       |
| 400 m            | 44,01 s (NR) | 14 augustus 2016 | Rio de Janeiro |

### Indoor
| Afstand | Prestatie | Datum            | Plaats |
| ------- | --------- | ---------------- | ------ |
| 400 m   | 47,86 s   | 10 februari 2018 | Boston |

## Palmares

### 400 m
Kampioenschappen
- 2010:  Centraal-Amerikaanse en Caraïbische kamp. U18 - 48,12
- 2011: 4e WK U18 - 46,89 s
- 2012: 5e WK U20 - 46,17 s
- 2012:  Centraal-Amerikaanse en Caraïbische kamp. U18 - 47,36 s
- 2014:  Centraal-Amerikaanse en Caraïbische kamp. U20 - 45,28 s
- 2014:  WK U20 - 45,13 s
- 2015: 7e WK - 45,06 s
- 2015:  Pan-Amerikaanse Spelen - 44,70 s
- 2016: 4e OS - 44,01 s (NR)
- 2017: 7e in ½ fin. WK - 45,91 s
- 2018: 3e in ½ fin. Gemenebestspelen - 46,19 s
- 2019: 6e in series Pan-Amerikaanse Spelen - 46,77 s
- 2019: 7e WK - 45,30 s
- 2021: 6e in ½ fin. OS - 45,86 s

Diamond League-resultaten
- 2015:  Stockholm Bauhaus Athletics - 44,97 s
- 2016:  Doha Diamond League - 44,68 s
- 2016:  Herculis - 44,34 s
- 2019:  Memorial Van Damme - 44,93 s

### 4 x 400 m
- 2010:  Centraal-Amerikaanse en Caraïbische kamp. U18 - 3.17,54
- 2011:  Pan-Amerikaanse kamp. U19 - 3.13,27
- 2012:  Centraal-Amerikaanse en Caraïbische kamp. U18 - 3.11,66
- 2012:  WK U20 - 3.06,32
- 2013:  Centraal-Amerikaanse en Caraïbische kamp. - 3.02,19
- 2014:  IAAF World Relays - 2.58,34
- 2015:  WK - 2.58,20
- 2015:  Pan-Amerikaanse Spelen - 2.59,60
- 2015: 7e IAAF World Relays - 3.03,10
- 2016:  WK Indoor - 3.05,51 (Cedenio liep enkel in de series)
- 2016: DSQ in de series OS
- 2017:  WK - 2.58,12 (NR)
- 2018: 4e WK Indoor - 3.05,96 (Cedenio liep enkel in de series)
- 2018: 4e Gemenebestspelen - 3.02,85
- 2019:  IAAF World Relays - 3.00,81
- 2019:  Pan-Amerikaanse Spelen - 3.02,25
- 2019: 5e WK - 3.00,74
- 2021: 8e OS - 3.00,85
- 2022:  Gemenebestspelen - 3.01,29

1983: Lovasjov, Troshchilo, Tsjernetski, Markin ·
1987: Everett, Haley, McKay, Reynolds ·
1991: Black, Redmond, Regis, Akabusi ·
1993: Valmon, Watts, Reynolds, Johnson ·
1995: Ramsey, Mills, Reynolds, Johnson ·
1997: Thomas, Black, Baulch, Richardson, Hylton ·
1999: Czubak, Maćkowiak, Bocian, Haczek ·
2001: Moncur, Brown, McIntosh, Munnings ·
2003: Djhone, Keïta, Diagana, Raquil ·
2005: Rock, Brew, Williamson, Wariner ·
2007: Merritt, Taylor, Williamson, Wariner ·
2009: Taylor, Wariner, Clement, Merritt ·
2011: Nixon, Jackson, Taylor, Merritt ·
2013: Verburg, McQuay, Hall, Merritt ·
2015: Verburg, McQuay, Nellum, Merritt ·
2017: Solomon, Richards, Cedenio, Gordon ·
2019: Kerley, Cherry, London, Benjamin ·
2022: Godwin, Norman, Deadmon, Allison ·
2023: Hall, Norwood, Robinson, Benjamin